# Каштијељ (Кладањ)
Каштијељ је насеље у општини Кладањ, Босна и Херцеговина.

## Историја
Каштијељ је до рата у цјелини био у саставу општине Шековићи.

## Становништво
|        | 2013.      | 1991.        | 1981.        | 1971.        | 1961.        |
| Укупно | 0 (0,000%) | 511 (100,0%) | 686 (100,0%) | 638 (100,0%) | 564 (100,0%) |
| Срби   | –          | 510 (99,80%) | 682 (99,42%) | 636 (99,69%) | 563 (99,82%) |
| Хрвати | –          | 1 (0,196%)   | –            | –            | –            |
| Остали | –          | –            | 4 (0,583%)   | 2 (0,313%)   | 1 (0,177%)   |